# Still in Love with You (chanson de Electro Velvet)
Pour les articles homonymes, voir Still in Love with You.
Chansons représentant le Royaume-Uni au Concours Eurovision de la chanson
Children of the Universe
(2014) You're Not Alone
(2016)
Still in Love with You (en français « Toujours amoureux de toi ») est la chanson du groupe Electro Velvet qui représente le Royaume-Uni au Concours Eurovision de la chanson 2015 à Vienne.
Le Royaume-Uni faisant partie du Big Five, il est directement qualifié pour la finale le 23 mai 2015, au cours de laquelle il termine à la 24e place avec 5 points.